# 和子的金牌
《和子的金牌》（日语：和っこの金メダル）是NHK連續電視小說的第43部作品，於1989年10月2日至1990年3月31日期間在NHK播放。全部共計151集，每集時長15分鐘。主演為渡邊梓。
根據Video Research調查，該劇於關東地方的平均收視率為33.8%，最高收視率曾達40.5%。

## 劇情概要
該劇描寫主角如何為了企業隊女子排球與地方活動而奮鬥，以獲得「人生的金牌」作為目標。主角設定出身於山口縣長門市仙崎，後因為工作前往大阪府堺市生活。最終回也安排了主角與兒子一同前往即將舉辦的國際花與綠博覽會的場景。
作品的企業排球隊原型佳麗寶（後成為花王旗下化妝品品牌）及UNITIKA不死鳥在現實中都曾經是強隊，然而後來皆因為公司本身業績不佳而面臨隊伍解散的危機。

## 登場人物
- 秋津和子：渡邊梓

本劇主角。
- 大內良介：荒井紀人

和子的丈夫。
- 大內大吉：大倉賢吾

和子的兒子。
- 秋津健吉：田村高廣

和子的父親。
- 秋津千代：吉村實子（日语：吉村実子）

和子的母親。
- 秋津洋：桂小米朝（現：五代目桂米團治（日语：桂米團治 (5代目)））

和子的大哥。
- 秋津明：新藤榮作（日语：新藤栄作）

和子的二哥。
- 秋津清：南淵一輝

和子的弟弟。
- 深見源吉：石橋保（日语：石橋保）
- 深見圭子：石野陽子

源吉的妹妹。
- 大西妙子：伊藤和枝

和子的競爭對手。
- 門田徹：柴俊夫（日语：柴俊夫）

排球隊教練。
- 宮川文三：桂三枝（現：六代桂文枝（日语：桂文枝 (6代目)）)

排球隊部長。
- 宮川竹次郎：西山嘉孝
- 原田剛：龍雷太（日语：竜雷太）
- 美子：繁田知里
- 淳子：海部八千代
- 久子：日詰千榮
- 石川功久（現：石川真）
- 野川由美子（日语：野川由美子）
- 牟田悌三（日语：牟田悌三）
- 山田壽美子（日语：山田スミ子）
- 月亭八方（日语：月亭八方）
- 荒木雅子（日语：荒木雅子）
- 澀谷天笑（現：三代目澀谷天外（日语：渋谷天外 (3代目)））
- 山下智子（日语：山下智子）
- 松谷令子（日语：松谷令子）

等

## 主角更換騷動
原先從本劇主角徵選雀屏中選的市川紀子，在拍攝開始後由於成為民社黨宣傳海報人物，電視台方認為有牴觸放送法第4條針對公共放送上的政治公平原則疑慮，因此取消市川的主角位置，從之前終選的演員重新徵選，並挑出渡邊梓出演主角。

## 其他
節目結束後數個月，飾演主角的渡邊梓出演森永製菓的冰品電視廣告，廣告內容為排球社練習接球5、6次後，主角和社員一起享用冰品。

## 外部連結
- 連続テレビ小説　和っこの金メダル （日語）

| 日本 NHK 連續電視小說              | 日本 NHK 連續電視小說                       | 日本 NHK 連續電視小說 |
| ---------------------------------- | ------------------------------------------- | --------------------- |
|                                    | 和子的金牌 （1989年10月2日－1990年3月31日） |                       |
| 青春家族 （1989年4月3日－9月30日） | 凛凛 （1990年4月2日－9月29日）              |                       |